# 1298

## أحداث
- بناء الجامع الأعظم المريني بوجدة.

## مواليد
- ألبرت الثاني، دوق النمسا
- كارلو دوق كالابريا
- ابن جابر الأندلسي، شاعر وكاتب توفي في البيرة عام 1378.

## وفيات
- ابن واصل
- إبراهيم بن أبي بكر الأنصاري.